# Guéréda
Guéréda  è un comune del Ciad situato nel dipartimento di Dar Tama, provincia di Wadi Fira.
È il capoluogo del dipartimento.